# Station Berlin-Spandau
Berlin-Spandau is een spoorweg- en S-Bahnstation in het gelijknamige Berlijnse stadsdeel Spandau, dat zich in het noordwesten van de Duitse hoofdstad bevindt. Het is verbonden met het Berlijnse metronet via het station Rathaus Spandau, dat het eindpunt is van lijn U7. Het stationscomplex bevindt zich aan de rand van het historische centrum van Spandau, tot de vorming van Groot-Berlijn in 1920 een zelfstandige stad, nabij het districtsraadhuis (Rathaus Spandau). Station Berlin-Spandau bestaat in zijn huidige vorm sinds 1998, hoewel de eerste spoorweghalte op deze plaats al in 1871 werd geopend. Het hoofdstation van Spandau lag echter lange tijd verder naar het oosten, aan de overzijde van de Havel, op de locatie van het huidige station Stresow.
Berlin-Spandau, gelegen aan de spoorlijnen richting Hamburg en Hannover, is een station van de tweede categorie, hetgeen betekent dat alle passerende personentreinen (intercity, ICE, RegionalBahn en RegionalExpress) er stoppen. Voor de S-Bahnlijn S5, die vanuit Strausberg via het stadscentrum naar Spandau voert, is Spandau het eindpunt; verlenging naar het westen is echter gepland. Op het stationsplein vindt men een van de drukste busstations van Berlijn, dat wordt aangedaan door zowel een groot aantal stadsbuslijnen als regionale bussen richting het Havelland.

## Spoorwegen en S-Bahn

### Lehrter Bahnhof
In februari 1871 kwam de Berlin-Lehrter Eisenbahn, de spoorverbinding tussen Berlijn en Hannover, in gebruik tot Spandau, waar op de reeds bestaande Hamburger Bahn werd aangesloten en een nieuw station opende. Dit station werd Lehrter Bahnhof genoemd, ter onderscheiding van het in 1846 geopende Hamburger Bahnhof dat op de plaats van het huidige station Stresow lag. Op 1 oktober 1890 sloot het Lehrter Bahnhof echter al voor het personenvervoer; het Hamburger Bahnhof, dat voortaan Spandau Personenbahnhof zou heten, werd het gemeenschappelijke station voor reizigerstreinen van de Lehrter en Hamburger Bahn. Het oude Lehrter Bahnhof bleef in gebruik als goederenstation en werd hernoemd tot Spandau Güterbahnhof.

### Station Spandau West
Bij het goederenstation van Spandau opende op 15 juli 1910 wederom een station voor reizigers. Aanvankelijk droeg het de naam Spandau Vorortbahnhof, maar al na enkele maanden hernoemde men het tot Spandau West. Het oostelijker gelegen Personenbahnhof (het voormalige Hamburger Bahnhof) werd tegelijkertijd omgedoopt tot Spandau Hauptbahnhof.
Station Spandau West lag op een spoordijk en telde drie sporen langs twee perrons, die aan beide uiteinden met een stationshal verbonden waren. Op het middelste spoor, dat tussen de twee perrons in lag, eindigden de treinen over de Spandauer Vorortbahn. Deze stadsspoorlijn loopt via Pichelsberg naar de Stadtbahn en is sinds de elektrificatie in 1928 deel van het Berlijnse S-Bahnnet. De buitenste sporen waren bedoeld voor voorstadstreinen die over de Hamburger en Lehrter Bahn doorreden naar Wustermark en Nauen. Deze spoorindeling maakte een snelle overstap mogelijk tussen de voorstadstreinen uit het Havelland en de stadstreinen van de Spandauer Vorortbahn. Ook kon men overstappen op de buurtspoorwegen van de Havelländische Eisenbahn, waarvan het eindpunt naast station Spandau West gelegen was. Langeafstandstreinen reden het station zonder te stoppen voorbij en stopten alleen in Spandau Hauptbahnhof (later station Berlin-Spandau geheten).
Reeds vroeg bestonden er plannen de S-Bahn verder door te trekken naar het westen. Het drukke overstapverkeer in station Spandau West toonde de noodzaak hiervan aan. Het duurde echter tot 1951 voordat de eerste elektrische S-Bahntreinen door gingen rijden naar Falkensee en Staaken. Een jaar later werden de met stoomtreinen bedreven voorstadslijnen richting Nauen en Wustermark ingekort tot de nieuwe eindpunten van de S-Bahn, waar wederom moest worden overgestapt. Station Spandau West werd voortaan alleen door S-Bahntreinen bediend.
Duitsland was inmiddels in tweeën gedeeld, maar in Berlijn werden alle spoorlijnen, ook die in het westen van de stad, geëxploiteerd door de Oost-Duitse spoorwegen, de Deutsche Reichsbahn (DR). Het grensoverschrijdende trein- en S-Bahnverkeer ging de eerste jaren gewoon door, maar na de bouw van de Berlijnse Muur in 1961 eindigde de S-Bahnlijn naar het in de DDR gelegen Falkensee weer in Spandau West. De Muur leidde in West-Berlijn tot een massale boycot van de "Oost-Duitse" S-Bahn; het aantal reizigers daalde sterk en de dienstregeling werd steeds verder uitgedund. In 1980 legden de Oost-Duitse spoorwegen na een staking van het West-Berlijnse S-Bahnpersoneel grote delen van het westelijke S-Bahnnet geheel stil. Ook de lijnen naar Spandau sneuvelden. Station Spandau West sloot op 25 september 1980 zijn deuren; op het emplacement waren nog slechts passerende transittreinen naar West-Duitsland aan te treffen.
In 1984 nam het Berlijnse stadsvervoerbedrijf BVG het West-Berlijnse deel van de S-Bahn over van de DR. Men plande de Spandauer Vorortbahn wederom in gebruik te nemen tot Staaken en op de plaats van station Spandau West een nieuw S-Bahnstation Rathaus Spandau te bouwen. Aangezien de metro in het jaar van de overname reeds tot Rathaus Spandau was verlengd, hadden deze plannen echter geen prioriteit.

### Het nieuwe station Berlin-Spandau

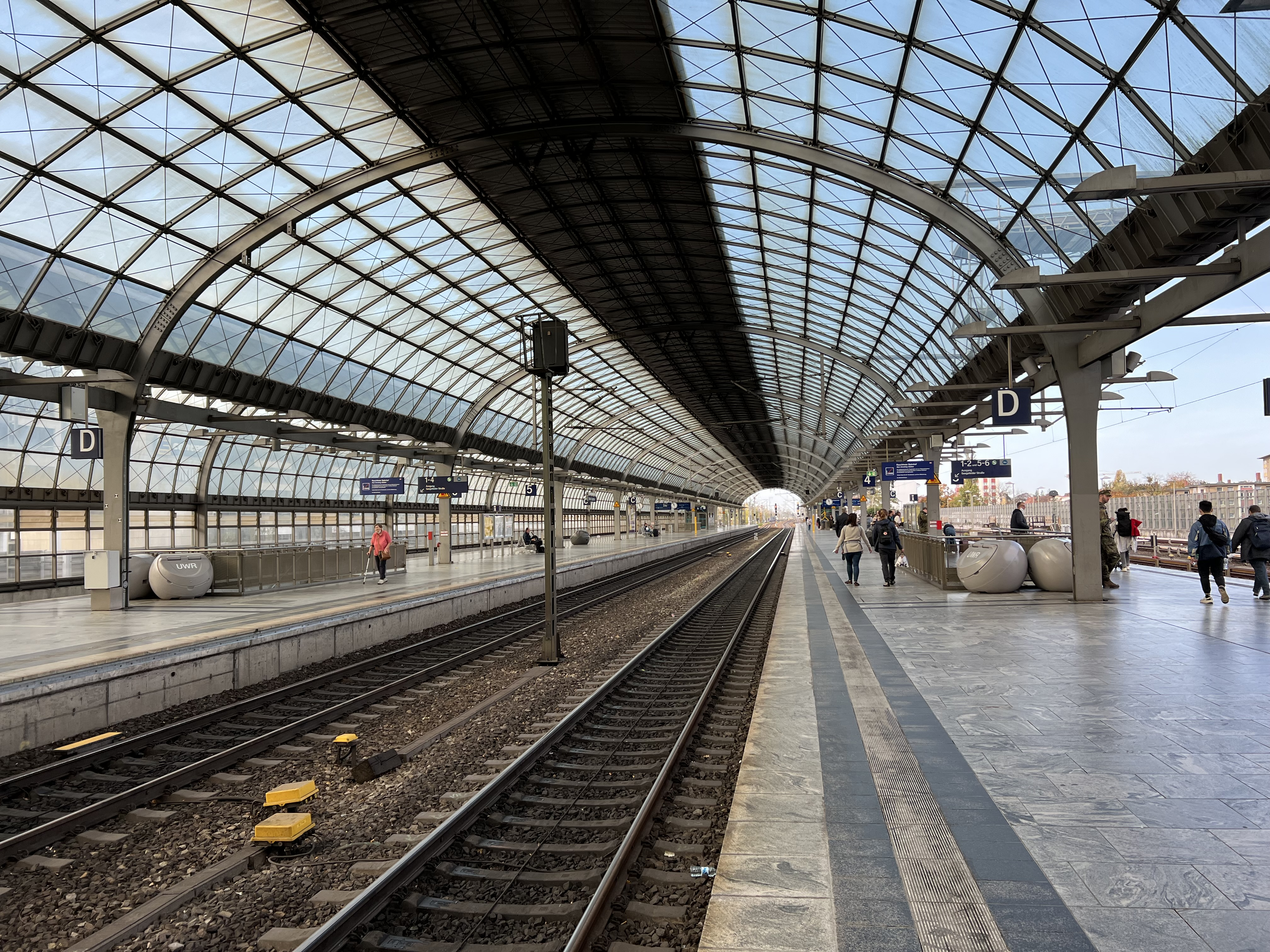
De overkapte perrons van station Berlin-Spandau

In de tachtiger jaren ontstond het idee een hogesnelheidsverbinding (ICE) aan te leggen tussen Hannover en Berlijn. Aangezien een dergelijke spoorlijn over Oost-Duits grondgebied zou verlopen, begon men in 1988 over de aanleg te onderhandelen met de DDR-autoriteiten. Een jaar later viel de Muur en in 1990 werden de beide Duitslanden herenigd, waardoor het project in een stroomversnelling kwam. Ook het al langer bestaande idee om het hoofdlijnstation van Spandau te verplaatsen richting het stadscentrum, naar de locatie van station Spandau West, werd hierdoor weer actueel.
De prijsvraag voor het ontwerp van het nieuwe station werd in 1993 gewonnen door de Spaanse architect Santiago Calatrava. De realisering van Calatrava's plan, waarin het station overkluisd zou worden met kantoren, bleek echter financieel niet haalbaar. Uiteindelijk koos men daarom voor het aanvankelijk als derde geëindigde ontwerp van het Hamburgse architectenbureau Gerkan, Marg und Partner. In 1996 begon de bouw.
Op 9 mei 1997 werd het eerste perron van het nieuwe station Berlin-Spandau in gebruik genomen. Aanvankelijk stopten er alleen regionale en langeafstandstreinen, maar nadat het station op 30 december 1998 in zijn geheel gereed was gekomen ging ook de S-Bahn weer naar Spandau rijden.
Het station telt drie eilandperrons, vier doorgaande sporen voor het regionale en nationale treinverkeer en twee doodlopende sporen (de meest noordelijke) voor de S-Bahn. De sporen en perrons worden overspannen door een 432 meter lange glazen overkapping met vier gewelven. Buiten deze overkapping loopt nog een spoor voor goederentreinen. Onder de sporen bevindt zich de stationshal, die niet alleen toegang geeft tot de perrons, maar ook een looproute vormt die de Spandause binnenstad verbindt met de ten zuiden van het spoor gelegen wijken. Op het voormalige goederenemplacement aan de zuidzijde van het station verrees in 2001 het winkelcentrum Spandau Arcaden.